# عطاءالله پالیزی
عطاءالله خان وکیل‌الدوله (۱۲۷۱ کرمانشاه - ۱۳۳۱) با نام خانوادگی پالیزی از مالکان عمده کرمانشاه و نماینده آن در مجلس شورای ملی در دوران رضا شاه بود.
پدرش حاج عبدالرحیم، پدر بزرگش حاج حسن آقا و پدرجدش حاج اسماعیل همگی وکیل‌الدوله لقب داشتند. وکیل‌الدوله‌ها نمایندگان تجاری بودند که انگلیسیها در شهرهای ایران که در آنها فعالیت تجاری داشتند می‌گماردند. پدربزرگش حاج حسن آقا را انگلیسی‌ها از بغداد به کرمانشاه آوردند و او چنان در کار خود موفق شد که توانست یکصد روستا بخرد و شش کاروانسرا بسازد و باغ و عمارت دلگشا را که متعلق به محمدعلی میرزا دولتشاه بود، برای خود بخرد. حاج حسن آقا علاوه بر وکیل‌الدوله خان بهادر نیز لقب داشت و ناصرالدین شاه به او لقب معتمدالسلطان داد.
عطاءالله پالیزی در کرمانشاه تحصیل کرد و در نوجوانی به مشروطه‌خواهان پیوست و جزو متحصنان کنسولگری انگلیس در کرمانشاه بود. از همین رو پس از صدور فرمان مشروطیت عضو کمیسیون عالی کرمانشاه شد. او ابتدا سالارالسلطان لقب داشت و پس از مرگ پدرش لقب وکیل‌الدوله به او به ارث رسید.
پالیزی تا سال ۱۳۰۴ تبعه عثمانی بود. در این سال او و خانواده‌اش املاک زیادی پیشکش رضاشاه کردند و به تابعیت ایران درآمدند. پالیزی نیز در سال ۱۳۰۵ به نمایندگی کرمانشاه به مجلس شورای ملی رفت (دوره ششم). در دوره هفتم نیز این کرسی را حفظ کرد. در سه دوره بعد برادرش هدایت‌الله به جای او نماینده کرمانشاه شد.
در انتخابات دوره یازدهم مجلس شورای ملی که در روزهای پایانی سال ۱۳۱۵ برگزار شد، عطاءالله پالیزی با اختلاف حدود هفت هزار رأی با فتح‌الله فزونی، نفر پنجم شد و رأی نیاورد (کرمانشاه چهار کرسی در مجلس داشت). اما فزونی در اردیبهشت ۱۳۱۶ و پیش از آنکه دوره دهم به پایان برسد، درگذشت و پالیزی در دوره بعد جای او را گرفت و همراه با برادرش هدایت‌الله به مجلس رفت. در دوره بعد (تا دوره سیزدهم) نیز نماینده کرمانشاه ماند.
عطاءالله پالیزی در جوانی با فروغ‌الملوک دختر علی خان ظهیرالدوله حاکم کرمانشاه (داماد ناصرالدین شاه) ازدواج کرد که پیوندشان نپایید. بعداً با دختر علی خان اعظم زنگنه (امیرکل) ازدواج کرد. پالیزی و زنگنه هر دو با هم در دوره‌های ششم و هفتم و یازدهم تا سیزدهم مجلس شورای ملی، نماینده کرمانشاه بودند.